# Piteå
Piteå [̌piːtəoː] ist eine Stadt in der nordschwedischen Provinz Norrbottens län und der historischen Provinz Norrbotten.
Die Stadt an der Mündung des Flusses Piteälven in den Bottnischen Meerbusen ist Hauptort der gleichnamigen Gemeinde.
Piteå ist in Norwegen und Schweden ein bekannter Urlaubsort und ist das Ziel von ungefähr der Hälfte der Urlaubsgäste in Norrbotten. Die meisten ausländischen Gäste kommen aus dem nördlichen Norwegen.

## Geschichte

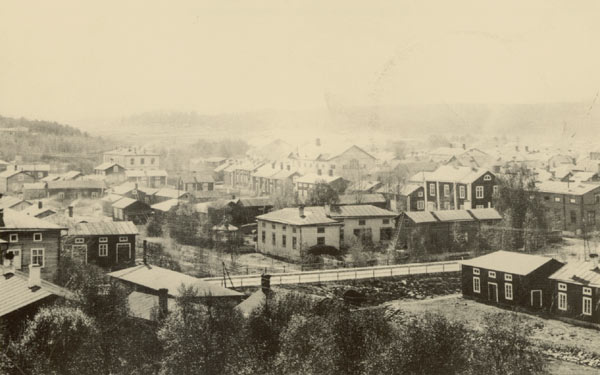
Blick von der Kirche auf Piteå 1906

Als Piteå 1621 die Stadtrechte erhielt, lag die Stadt noch etwas weiter nordwestlich an der Stelle des heutigen Öjebyn. Nach dem verheerenden Stadtbrand von 1666 wurde der Ort nach Osten verschoben, da an der alten Stelle aufgrund der Landhebung keine geeigneten Hafenplätze mehr vorhanden waren.
Nach einem Aufschwung als Handels- und Hafenstadt wurde die weitere wirtschaftliche Entwicklung in den Nordischen Kriegen Anfang des 18. Jahrhunderts unterbrochen, als Piteå 1716 und 1721 von russischen Truppen angegriffen wurde. Doch erholte sich die Stadt rasch und um 1800 war Piteå mit 900 Einwohnern eine der wichtigsten Städte in Norrland. Zwischen 1810 und 1856 war Piteå Residenzstadt der neugebildeten Provinz Norrbotten.
Bis zum Anfang des 20. Jahrhunderts stieg die Zahl der Einwohner auf etwa 2500. Mit dem Bau der Eisenbahnlinie von 1911 gab es einen kräftigen Entwicklungsschub. Heute sind vor allem die hier angesiedelten Industriefirmen für die Weiterentwicklung der Stadt verantwortlich, da ein Großteil der Eisenbahnverbindungen stillgelegt wurde.

## Wirtschaft
Piteå ist hauptsächlich durch die holzverarbeitende Industrie gekennzeichnet. Zwei von Europas größten Papierfabriken und bedeutende Sägewerke befinden sich in der Stadt. In neuerer Zeit etablieren sich auch immer mehr Internetfirmen.
In der Nähe der Stadt entsteht aktuell (Stand 2018) mit dem Windpark Markbygden einer der größten Windparks der Welt. Insgesamt soll der Windpark bei vollständiger Inbetriebnahme über rund 1100 Windkraftanlagen mit einer Gesamtleistung von mehr als 4 GW verfügen.

## Söhne und Töchter der Stadt
- Daniel Solander (1733–1782), Botaniker
- Rudolf Degermark (1886–1960), Turner
- Ebba Hedqvist (1909–2001), Bildhauerin
- Moki Cherry (1943–2009), bildende Künstlerin und Designerin
- Lars Lindgren (* 1952), Eishockeyspieler, -trainer und -scout
- Liza Marklund (* 1962), Journalistin, Krimiautorin und Verlegerin
- Peter Mattei (* 1965), Opernsänger
- Linda Olofsson (* 1972), Schwimmerin
- Mikael Renberg (* 1972), Eishockeyspieler
- Tomas Holmström (* 1973), Eishockeyspieler
- Mattias Öhlund (* 1976), Eishockeyspieler
- Eva Nyström (* 1977), Duathletin und Triathletin
- Peter Vikström (* 1977), Rollstuhltennisspieler
- Magdalena Pajala (* 1988), Skilangläuferin
- Anders Grönlund (* 1989), Eishockeyspieler
- Jennie Öberg (* 1989), Skilangläuferin
- Sofia Henriksson (* 1994), Skilangläuferin
- Anna Magnusson (* 1995), Biathletin
- Nils Lundkvist (* 2000), Eishockeyspieler